# جوليو غاوديني
جوليو غاوديني (Giulio Gaudini) هو لاعب أولمبي لرياضة مبارزة سيف الشيش من إيطاليا. شارك في الأولمبياد الصيفي في 1928–1936، وفاز بما مجموعه 9 ميداليات.

## الميداليات
| ذهب | فضة | برونز | المجموع |
| 3   | 4   | 2     | 9       |

## روابط خارجية
- جوليو غاوديني على موقع اللجنة الأولمبية الدولية (الإنجليزية)
- جوليو غاوديني على موقع أوليمبيديا (الإنجليزية)
- جوليو غاوديني على موقع اللجنة الأولمبية الإيطالية (الإيطالية)